# أنطونيو رومانو
أنطونيو رومانو (بالإسبانية: Antonio Roma)‏ (13 يوليو 1932 بوينس آيرس الأرجنتين - 20 فبراير 2013 بوينس آيرس الأرجنتين) هو لاعب كرة قدم أرجنتيني سابق كان يلعب كحارس مرمى.

## وصلات خارجية
أنطونيو رومانو على موقع الاتحاد الدولي (مؤرشف)  (الإنجليزية)
- أنطونيو رومانو على موقع قاعدة بيانات كرة القدم.إي يو (الإنجليزية)
- أنطونيو رومانو على موقع ناشيونال فوتبول تيمز (الإنجليزية)
- أنطونيو رومانو على موقع عالم كرة القدم.نت (الإنجليزية)